# Paulin-Aldéric Bienvenue
Pour les articles homonymes, voir Bienvenue.
Paulin-Aldéric Bienvenüe (19 mars 1807, Saint-Brieuc - 15 février 1879, Morlaix), est un magistrat et homme politique français.

## Biographie
Fils de Louis-René-François Bienvenue, il avait été, avant 1871, avoué à Morlaix et conseiller général du Finistère. Il n'avait aucun antécédent politique, quand, aux élections du 8 février 1871, il fut élu représentant du Finistère, le 3e sur 13, par 60,370 voix (76,088 votants, 162,667 inscrits). Il ne parut jamais à la tribune. Membre du centre droit.
Bienvenue a voté : le 1er mars 1871, pour les préliminaires de paix; 16 mai, pour les prières publiques; 10 juin, pour l'abrogation des lois d'exil; 30 août, pour le pouvoir constituant de l'Assemblée; 3 février 1872, contre le retour de l'Assemblée à Paris; 24 mai 1873, pour la démission de Thiers; 19-20 novembre, pour la prorogation des pouvoirs du maréchal; 30 janvier 1874, pour la loi des maires ; 30 janvier 1875, contre l'amendement Wallon; 25 février, pour l'ensemble des lois constitutionnelles.

## Pour approfondir